# Palermo Hollywood
Albums de Benjamin Biolay
Vengeance
(2012) Volver
(2017)
Singles
1. Palermo Hollywood
Sortie : janvier 2016
2. La débandade
Sortie : février 2016
3. Miss Miss
Sortie : mars 2016

Palermo Hollywood est le septième album de Benjamin Biolay sorti le 22 avril 2016 chez Barclay.
Palermo Hollywood est un quartier de Buenos Aires en Argentine, pays dans lequel se rend le chanteur depuis une dizaine d'années et qui est la source d'inspiration de ce nouvel album, « pour mieux nous raconter en seize nouveaux titres une audio pelicula où se croisent Ennio Morricone, ballade française, néo cumbia, lyrisme et grand orchestre, percussions latines, rock nacional et bandonéon électrique ».
L'album  est disque d'or avec 70 000 exemplaires vendus,.

## Liste des titres
| No  | Titre                                                         | Durée |
| --- | ------------------------------------------------------------- | ----- |
| 1.  | Palermo Hollywood                                             |       |
| 2.  | Miss Miss                                                     |       |
| 3.  | Borges Futbol Club                                            |       |
| 4.  | Palermo Queens avec Sofia Wilhelmi                            |       |
| 5.  | La débandade                                                  |       |
| 6.  | Ressources Humaines avec Chiara Mastroianni et Melvil Poupaud |       |
| 7.  | Tendresse année zéro                                          |       |
| 8.  | Palermo Spleen                                                |       |
| 9.  | La noche ya no existe avec Alika                              |       |
| 10. | Palermo Soho                                                  |       |
| 11. | Pas sommeil                                                   |       |
| 12. | Pas d'ici                                                     |       |
| 13. | Yokoonomatopea                                                |       |
| 14. | Ballade française                                             |       |

## Distinction
- Victoires de la musique 2017 : Victoire de l'album de chansons, variétés